# Легенди (телесеріал)
«Легенди» (англ. Legends) — американський кримінальний-драматичний телесеріал із Шоном Біном у головній ролі, який виходив на телеканалі TNT з 13 серпня 2014 року по 28 грудня 2015 року. Автори серіалу, заснованого на книзі Роберта Літтела «Legends: A Novel of Dissimulation», — Говард Гордон, Джеффрі Начманофф і Марк Бомбек.

## Виробництво
8 травня 2013 року канал TNT замовив 10 серій і призначив прем'єру на 13 серпня 2014 року. У грудні 2014 року телеканал TNT продовжив серіал на другий сезон також із 10 епізодів, прем'єра яких відбулася 2 листопада 2015 року. Після показу половини другого сезону TNT вирішив закрити серіал.

## Сюжет
Мартін Одум — агент ФБР під прикриттям, який змінює свою особистість для кожної справи. Однак «таємничий незнайомець» змушує Мартіна засумніватися в його осудності.

## У ролях
- Шон Бін — Мартін Одум, агента ФБР, що працює у відділі Операцій глибокого прикриття (DCO) .
- Моріс Честнат — Тоні Райс, тямущий агент DCO.

Сезон 1
- Елі Лартер — Кристал Макгвайер, подруга-оперативник, довгий час працювала з Мартіном.
- Тіна Мажоріно — Меггі Гарріс, новобранець команди DCO.
- Стів Гарріс — Нельсон Гейтс, керівник цільової групи DCO.
- Амбер Валета — Соні Одум, колишня дружина Мартіна.
- Мейсон Кук — Ейден Одум, син Мартіна.
- Роб Маєс — Трой Квінн, колишній агент спеціальних операцій.

Сезон 2
- Стів Казі — Кертіс Баллард
- Вінтер Ейв Золі — Габріела Мішкова
- Клара Іссова — Еліана Кроуфорд
- Ешлінг Франчозі — Кейт Кроуфорд
- Келлі Овертон — Ніна Бреннер
- Ральф Браун — Терренс Грейвз

## Список епізодів
| Сезон | Сезон | Епізоди | Прем'єрний показ | Прем'єрний показ |
| Сезон | Сезон | Епізоди | початок          | закінчення       |
| ----- | ----- | ------- | ---------------- | ---------------- |
|       | 1     | 10      | 13 серпня 2014   | 8 жовтня 2014    |
|       | 2     | 10      | 2 листопада 2015 | 28 грудня 2015   |